# 常用国字標準字体表
常用国字標準字体表（じょうようこくじひょうじゅんじたいひょう）は、中華民国教育部が制定した漢字表で、常用される漢字4,808字を収録し、その標準字体を示したもの。別名「甲表」。
1973年に教育部が国立台湾師範大学国文研究所に研究を委託し、1979年8月1日試用期間を3年として公布、1982年9月1日に正式に使用を開始した。